# Comuna Kustîn, Radehiv
Kustîn (în ucraineană Кустин) este o comună în raionul Radehiv, regiunea Liov, Ucraina, formată din satele Batîiiv, Kustîn (reședința) și Rudenko.

## Demografie
Componența lingvistică a comunei Kustîn
     Ucraineană (99,35%)
     Alte limbi (0,56%)
Conform recensământului din 2001, majoritatea populației comunei Kustîn era vorbitoare de ucraineană (99,35%), existând în minoritate și vorbitori de alte limbi.